# Ryta (rzeka)
Ryta (biał. Рыта) – rzeka na Białorusi, lewostronny dopływ Muchawca.
Długość rzeki wynosi 62 km, powierzchnia dorzecza – 1730 km². Pierwotnie zasilana była z jeziora Krymno, po melioracji źródło znajduje się w okolicy wsi Suszytnica. Uchodzi do Muchawca, część nurtu skierowana jest do zbiornika Łukowskiego. Zasilana przez Małorytę.